# Philip Stanhope (5. hrabia Chesterfield)
Philip Stanhope, 5. hrabia Chesterfield (ur. 10 listopada 1755, zm. 29 sierpnia 1815) – brytyjski polityk i dyplomata. 
Jego ojcem był Arthur Charles Stanhope, a praprapra-dziadkiem Philip Stanhope, 1. hrabia Chesterfield (zm. 1656).
Jego starszy kuzyn i ojciec chrzestny, brytyjski dyplomata, polityk i myśliciel Philip Dormer Stanhope, 4. hrabia Chesterfield adoptował Philipa, który po śmierci wuja (1773) przejął tytuł hrabiego (earla) Chesterfield. Przybrany ojciec zadbał o wychowanie krewnego. Do grona pedagogów należeli m.in.: poeta Cuthbert Shaw (1738-1771), i Szwajcar Jacques Georges Deyverdun (1734-1789), a także ekonomista Adam Ferguson, profesor filozofii moralnej na uniwersytecie w Edynburgu i duchowny Dr William Dodd (1729–1777). 
Philip Stanhope, 5. hrabia Chesterfield pełnił funkcję brytyjskiego ambasadora w Hiszpanii (1784-1786), Nadzorcy Mennicy Królewskiej - Master of the Mint - (1789–1790) i Szefa Poczty Postmaster General (1790). W latach 1790–1793 brytyjski ambasador w Turcji.